# Katarina Howard
Kraljica Katarina Angleška, rojena Catherine Howard, * med 1520 in 1525, verjetno London, † 13. februar, 1542, London.
Catherine  je bila peta soproga Henrika VIII. (1540-1542). Z njim se je poročila 28. julija leta 1540, skoraj takoj po njegovi ločitvi od Anne Klevske. Zaradi ljubezenskih razmerij so jo obtožili izdaje in jo leta 1542 usmrtili v londonskem Towru.

## Otroštvo in mladost
Katarina se je rodila kot deseti otrok lorda Edmunda Howarda in Joyce Culpepper. Točen datum njenega rojstva, kot tudi datum drugih Henrikovih žena, ni znan, ocenjen je na obdobje med 1520 in 1525. Bila je sestrična Georgea, Mary in Anne Boleyn. Njen oče je bil aristokratskega porekla, vendar ni bil bogat, saj je bil mlajši sin, vse dokler ni hčerka njegove sestre, Anne Boleyn, druga žena Henrika VIII., našla državne službe.
Kot otroka so jo poslali živeti z očetovo mačeho Agnes Howard (rojeno Tilney). Agnes, vojvodinja vdova Norfolška, je imela številne uslužbence in varovance, ponavadi otroke revnejših sorodnikov. Vojvodinja vdova je veliko časa preživela na dvoru, vendar jo vzgajanje in izobraževanje svojih varovancev ni zanimalo. Posledica tega je bilo dejstvo, da je bila Katarina ena izmed manj izobraženih Henrikovih žena, čeprav je, za razliko od mnogih žensk svojega časa, znala brati in pisati. Edina stvar, za katero je pokazala zanimanje v času izobraževanja, je bila glasba.
Katarina je bila vesela in živahna, prav tako kot njena sestrična, čeprav ne pobožna. Leta 1536, ko je bila stara petnajst let, se je začela romanca z njenim učiteljem Henryjem Mannoxom. Kasneje, ko je Katarina postala kraljica, je Mannoxa postavila za dvornega glasbenika. Mannox je kasneje pričal na sojenju proti Katarini zaradi prešuštva.
Romanca z Mannoxom se je končala leta 1538, ko je Katarina srečala vojvodinjega sekretarja, Francisa Derehama. Par je bil v resnem razmerju in vodil zakonsko življenje. Francis je Katarini verjel v tolikšni meri, da ji je zaupal svoj denar, medtem ko je bil na poslovnem potovanju. Katarinine prijateljice so se zavedale te afere in ko je zanjo izvedela vojvodinja leta 1539, se je romanca končala. Francis in Katarina sta kljub temu načrtovala poroko po njegovem povratku iz Irske. Njun odnos je v času Derehamovega bivanja na Irskem zbledel.

## Prihod na dvor
Katarinin stric je mlademu dekletu našel mesto na dvoru kralja Henrika VIII. Henrik je hitro opazil mlado in privlačno dvorno damo svoje nove žene Ane Klevske, za katero je od samega začetka zakona pokazal malo zanimanja. Njeni sorodniki so menili, da je mlado dekle dovolj zrelo, da prevzame odgovornost, ki so jo nosile kraljeve ljubice, vendar so se odločili, da svoje mnenje zadržijo zase. Nekateri so celo podpirali Katarino, za katero so upali, da bo oprala ime svoje družine; njena bratranec in sestrična, George in Anne Boleyn, sta bila usmrčena zaradi domnevnega prešuštva. Katoličani so v Katarini videli zadnjo možnost, da se v Anglijo vrne rimokatoličanstvo. Čim bolj se je Katarina približevala kralju, tem bolj je rasel vpliv njene družine. Le nekaj mesecev po tem, ko jo je spoznal, je Henrik osipaval Katarino z darili v obliki dragih oblačil in premoženjem. Možno je, da je bil njun odnos potrjen s spolnim odnosom, saj je v tem obdobju Henrik zahteval pospešitev razveljavitve njegovega zakona z Ano v upanju, da je Katarina zanosila in mu bo rodila sina.

## Zakon
Henrikov zakon z Ano Klevsko je bil razveljavljen 9. julija 1540 in pričele so krožiti govorice, da je Katarina noseča. Henrik je hitro začel načrtovati svojo poroko s Katarino v upanju, da bi zagotovil prihodnost dinastije Tudor s porodom zdravega moškega otroka, saj je bil njegov sin, ki se mu je rodil v zakonu z Jane Seymour, bolehen od rojstva. Katarina se je s kraljem poročila 28. julija 1540, vendar ni bila nikoli kronana; Henrik ni imel denarja za tako slovesnost, niti ni želel okronati svoje žene, dokler mu ne bi rodila sina. Kljub temu je svojo mlado kraljico in njeno družino obsipaval z darili.
Kljub novo pridobljenemu bogastvu in moči, Katarina ni bila zadovoljna s svojo poroko. Ni bila noseča in ni ji bila všeč niti Henrikova debelost. Na začetku leta 1541 je Katarina začela razmerje s Thomasom Culpepperjem, Henrikovim najljubšim dvorjanom. Srečanja je organizirala kraljičina dvorna dama Jane Boleyn, Lady Rochford, vdova Katarininega bratranca Georgea.
Medtem sta kralj in kraljica poleti leta 1541 skupaj gostovala okoli Anglije in se pripravljala na morebitne znake nosečnosti in kronanje, ki bi sledilo. Ko se je kraljičina zunajzakonska pustolovščina nadaljevala, so ljudje, ki so videli kraljico in Culpepperja skupaj, začeli izsiljevati Katarino in jo prosili za različne usluge. Mnoge od njih je sprejela za svoje dvorjane, da bi kupila njihov molk. Za najbolj pogubno se je izkazala vključitev Henryja Mannoxa med dvorne glasbenike in Francisa Derehama za osebnega tajnika. Ta odločitev je pripeljala do obtožb prešuštva in zarote po šestih mesecih zakona.

## Smrt
Do poznega leta 1541 je kraljičina radoživa preteklost prišla na dan zahvaljujoč Johnu Lascellesu, protestantu, čigar sestra je služila kot služkinja vojvodinji Norfolški in tako bila priča Katarininemu mladostnemu odnosu. Lascelles je o tem obvestil Thomasa Cranmerja, nato canterburyjskega nadškofa in Henrikove tesne svetovalce.
Cranmer se je zavedal, da bi katerikoli dokaz glede njenega zakona s Francisom razveljavil Katarinin zakon s Henrikom, in izročil 1. novembra 1541 med mašo Vseh svetih Henriku pismo z obtožbami proti kraljici. Spočetka Henrik tem obtožbam ni verjel in je ukazal Cranmerju, naj razišče zadevo. Čez nekaj dni sta Dereham in Culpepper po mučenju v Towru priznala zvezo s Katarino, našli pa so tudi Katarinino ljubezenskemo pismo Culpepperju. Katarina je bila obtožena zarote, vendar ni nikoli priznala, da je izdala kralja, celo duhovniku nekaj ur pred usmrtitvijo ne. 
Katarino so aretirali 12. novembra. Njeno zahtevo, da bi videla kralja, so preslišali. Cranmer, ki jo je zasliševal, je rekel, da ni nikdar videl "bolj obupanega bitja"  in odredil čuvajem, da odstranijo predmete, s katerimi bi kraljica lahko storila samomor. Cranmer je Henriku predlagal, naj preprosto razveljavi zakon s Katarino in jo izpusti, potem ko bi priznala svoje grehe. To je bil edini izhod, vendar ga je Katarina zavrnila.
23. novembra so ji odvzeli naziv kraljice. Thomas Culpepper in Francis Dereham sta bila usmrčena 10. decembra; prvega so obglavili, drugega pa obesili in razčetverili. Po običaju so njune glave nataknili na kole na Londonskem mostu. Katarinini sorodniki so bili zaprti v Towru, vsi razen vojvode Norfolškega, njenega strica, ki se je uspešno oddaljil od škandala.  Vse Howarde so spoznali za krive in obsodili na dosmrtno zaporno kazen, vendar so bili kasneje izpuščeni in vrnjena jim je bila lastnina. Da bi izpolnil svojo namero in usmrtil Katarino, je moral Henrik spremeniti zakon, ki bi Katarino osvobodil krivde prešuštva; če bi Katarina podpisala predporočno pogodbo z Derehamom, bi bil njen zakon s Henrikom neobstoječ in njena zveza ne bi veljala za prešuštvo. Novi zakon je osvobodil vse, ki so nameravali zagrešiti prešuštvo, skupaj s Katarino. 
Na zadnji večer svojega življenja se je pripravljala na smrt. Umrla je tiho, vendar je bila videti bleda in prestrašena. Obglavili so jo skupaj z Lady Rochford. Pokopana je bila v neoznačenem grobu v bližini kapele St Peter ad Vincula, kjer je ležala njena sestrična Anne Boleyn. Henrik se ni udeležil pogreba. Njeno telo je bilo med tistimi, ki so jih odkrili ob prenovi kapele v času vladavine kraljice Viktorije, njeno ime pa je na seznamu ljudi, katerih življenje se je končalo v Towru.